# Samy Helmbacher
Samy Helmbacher, né le 3 octobre 1998 à Strasbourg, est un nageur français. 

## Carrière
Samy Helmbacher est sacré champion de France du 400 mètres quatre nages lors des Championnats de France de natation 2018 à Saint-Raphaël.
Lors des Championnats de France de natation 2019 à Rennes, il décroche le titre national du 200 mètres quatre nages et du 400 mètres quatre nages.